# 美国佛蒙特联邦地区法院
美国佛蒙特联邦地区法院 （引用时缩写为D. Vt.）是美国94个联邦地区法院中唯一位于佛蒙特州的。该法院审理后的案件需上诉至第二巡回法院，专利及《塔克法案》相关的案件需上诉至联邦巡回区法院。该法院的司法管辖权覆盖该州全部。